# Viborg HK
El Viborg HK es un equipo de balonmano de la localidad danesa de Viborg. Actualmente milita en la Primera División de la HåndboldLigaen.

## Sección masculina

### Palmarés
- Copas de Dinamarca: 1
  - Temporadas : 2000

## Sección femenina

### Palmarés
- Liga de Dinamarca de balonmano femenino (14): 1994, 1995, 1996, 1997, 1999, 2000, 2001, 2002, 2004, 2006, 2008, 2009, 2010, 2014
- Copa de Dinamarca de balonmano femenino (11): 1993, 1994, 1996, 2003, 2007, 2008, 2009, 2010, 2011, 2013, 2014
- Liga de Campeones de la EHF femenina (3): 2006, 2009, 2010
- Copa EHF femenina (3): 1994, 1999, 2004
- Recopa de Europa femenina (1): 2014
- Supercopa de Europa de balonmano femenina (2): 2001, 2006

### Plantilla 2019-20
|  | Porteras - 12 Anna Kristensen - 24 Josephine Nordstrøm Olsen - 51 Julie Stokkendal Poulsen Extremos izquierdos - 14 Amalie Grøn Hansen - 25 Maria Stokholm - 53 Julie Thinggaard Extremos derechos - 7 Stine Andersen - 62 Anne Sofie Filtenborg Pivotes - 13 Madeleine Östlund - 21 Majbritt Toft Hansen - 31 Ida-Marie Dahl | Laterales izquierdos - 10 Kristina Jørgensen - 11 Line Haugsted Centrales - 4 Laura Damgaard - 8 Carin Strömberg Laterales derechos - 6 Moa Högdahl - 22 Pauline Bøgelund |